# Candida vadensis
Candida vadensis är en svampart som beskrevs av Middelhoven & Kurtzman 2007. Candida vadensis ingår i släktet Candida, ordningen Saccharomycetales, klassen Saccharomycetes, divisionen sporsäcksvampar och riket svampar.   Inga underarter finns listade i Catalogue of Life.